# Radical 96
El radical 96, representado por el carácter Han 玉, es uno de los 214 radicales del diccionario de Kangxi. En mandarín estándar es llamado 玉部, (yù　bù «radical “jade”»); en japonés es llamado 玉部, ぎょくぶ (gyokubu), y en coreano 왕 (wang).
El radical «jade» aparece muy comúnmente en el lado izquierdo de los caracteres, adoptando la forma 王 (por ejemplo, en 球). En algunos radicales aparece en la parte inferior, en cuyo caso mantiene su forma original (por ejemplo en 璽). 
El radical 96 clasifica caracteres cuyo significado está relacionado con las joyas o la ornamentación. Como ejemplos están: 珈, «joyería»; 瑠, «lapislázuli»; 璞, «gema sin pulir».

## Nombres populares
- Mandarín estándar: 玉字旁, yù zì páng, «carácter “jade” en un lado»; 玉字底, yù zì dǐ, «carácter “jade” en la parte inferior»; 王字旁, wáng zì páng, «carácter “rey” en un lado» (la forma 王, que aparece como variante, significa por sí sola «rey»).
- Coreano: 구슬옥변부, guseul og byeon bu, «radical “cuentas de jade” en un lado»; 임금왕변부, imgeum wang byeon bu, «radical wang-rey en un lado».
- Japonés:　玉（たま）, tama, «orbe»; 玉偏（たまへん, ぎょくへん）, tamahen, gyoukuhen, «“orbe” en el lado izquierdo del carácter»;[1] 王偏（おうへん）, ōhen, «“rey” en el lado izquierdo del carácter» (la forma 王, que aparece como variante, significa por sí sola «rey»).
- En occidente: radical «jade».

## Galería
| Estilos antiguos                                 | Estilos antiguos                  | Estilos antiguos                        | Estilos antiguos                   | Estilos antiguos                   | Estilos empleados actualmente       | Estilos empleados actualmente  | Estilos empleados actualmente    | Estilos empleados actualmente   | Estilos empleados actualmente  |
|                                                  |                                   |                                         |                                    |                                    |                                     | 玉                             | 玉                               |                                 |                                |
| 甲骨文 jiǎgǔwén (escritura de huesos oraculares) | 金文 jīnwén (escritura de bronce) | 简帛 jiǎnbó (escritura de bambú y seda) | 篆文 zhuànwén (escritura de sello) | 篆文 zhuànwén (escritura de sello) | 隸書 lìshū (estilo de los escribas) | 楷書 kǎishū (estilo regular)   | 楷書 kǎishū (estilo regular)     | 行書 xǐngshū (estilo corriente) | 草書 cǎoshū (estilo de hierba) |
| 甲骨文 jiǎgǔwén (escritura de huesos oraculares) | 金文 jīnwén (escritura de bronce) | 简帛 jiǎnbó (escritura de bambú y seda) | 大篆 dàzhuàn (sello grande)        | 小篆 xiǎozhuàn (sello pequeño)     | 隸書 lìshū (estilo de los escribas) | 繁體／繁体 fántǐ (tradicional) | 简体／簡體 jiǎntǐ (simplificado) | 行書 xǐngshū (estilo corriente) | 草書 cǎoshū (estilo de hierba) |

## Caracteres con el radical 96

| trazos | carácter |
| ------ | --- |
| + 0    | 玉 玊 王 |
| + 1    | 玌 玍 |
| + 2    | 玎 玏 玐 玑 |
| + 3    | 玒 玓 玔 玕 玖 玗 玘 玙 玚 玛                                                                                          |
| + 4    | 玜 玝 玞 玟 玠 玡 玢 玣 玤 玥 玦 玧 玨 玩 玪 玫 玬 玭 玮 环 现 玱                                                      |
| + 5    | 玲 玳 玴 玵 玶 玷 玸 玹 玺 玻 玼 玽 玾 玿 珀 珁 珂 珃 珄 珅 珆 珇珈 珉 珊 珋 珌 珍 珎 珏 珐 珑                         |
| + 6    | 珒 珓 珔 珕 珖 珗 珘 珙 珚 珛 珜 珝 珞 珟 珠 珡 珢 珣 珤 珥 珦 珧珨 珩 珪 珫 珬 班 珮 珯 珰 珱 珲                      |
| + 7    | 珳 珴 珵 珶 珷 珸 珹 珺 珻 珼 珽 現 珿 琀 琁 琂 球 琄 琅 理 琇 琈琉 琊 琋 琌 琍 琎 琏 琐 琑 琒 琓 琔                   |
| + 8    | 琕 琖 琗 琘 琙 琚 琛 琜 琝 琞 琟 琠 琡 琢 琮 琯 琰 琱 琲 琳 琴 琺琣 琤 琥 琦 琧 琨 琩 琪 琫 琬 琭 琵 琶 琷 琸 琹 琻 琼 |
| + 9    | 琽 琾 琿 瑀 瑁 瑂 瑃 瑄 瑅 瑆 瑇 瑈 瑉 瑊 瑋 瑌 瑍 瑎 瑏 瑐 瑑 瑒瑓 瑔 瑕 瑖 瑗 瑘 瑙 瑚 瑛 瑜 瑝 瑞 瑟 瑶             |
| + 10   | 瑠 瑡 瑢 瑣 瑤 瑥 瑦 瑧 瑨 瑩 瑪 瑫 瑬 瑭 瑮 瑯 瑰 瑱 瑲 瑳 瑴瑵 瑷 瑸                                                 |
| + 11   | 瑹 瑺 瑻 瑼 瑽 瑾 瑿 璀 璁 璂 璃 璄 璅 璆 璇 璈 璉 璊 璋 璌 璎 璓                                                      |
| + 12   | 璍 璏 璐 璑 璒 璔 璕 璖 璗 璘 璙 璚 璛 璜 璝 璞 璟 璠 璡 璢 璣 璤                                                      |
| + 13   | 璥 璦 璧 璨 璩 璪 璫 璬 璭 璮 璯 環 璱 璲 璳 璴                                                                        |
| + 14   | 璵 璶 璷 璸 璹 璺 璻 璼 璽 璾 璿 瓀 瓁 瓂                                                                              |
| + 15   | 瓃 瓄 瓅 瓆 瓇 瓈 瓉 瓊 瓋                                                                                             |
| + 16   | 瓌 瓍 瓎 瓏 瓐 瓑 瓒                                                                                                   |
| + 17   | 瓓 瓔 瓕 瓖 |
| + 18   | 瓗 瓘 瓙 |
| + 19   | 瓚 |
| + 20   | 瓛 |